# Wyalusing, Pennsylvania
Wyalusing, Pennsylvania (енгл. Wyalusing) град је у америчкој савезној држави Пенсилванија.

## Демографија
По попису из 2010. године број становника је 596, што је 32 (5,7%) становника више него 2000. године.
| Група             | 2000.       | 2010.       |
| Белци             | 551 (97,7%) | 575 (96,5%) |
| Афроамериканци    | 2 (0,4%)    | 1 (0,2%)    |
| Азијати           | 0 (0,0%)    | 0 (0,0%)    |
| Хиспаноамериканци | 6 (1,1%)    | 12 (2,0%)   |
| Укупно            | 564         | 596         |